# Філантропія
Філантропі́я (від грец. φιλέω, «любити» і ἄνθρωπος, «людина») — любов до людей, доброзичливе ставлення до людини взагалі, благодійність, жертвування своїм часом, грошима, репутацією задля благочинності, заступництво нужденних, людинолюбство, безкорислива допомога.
Приклади філантропії часто перетинаються з прикладами благодійності, хоча не всяка філантропія є благодійністю, як і навпаки, не всяка благодійність є філантропією.
Однією з найдавніших форм філантропії була милостиня і піклування про убогих, переважно при церквах і монастирях.
Філантропія — повна протилежність мізантропії.

## Походження назви
Поняття «філантропія» в перекладі з грецької мови означає любов до людей. У V ст. до н. е. воно означало божественну прихильність, а у IV ст. н. е. — доброзичливе ставлення до людини. На сучасному етапі поняття «філантропія» почало активно вживатися у Франції, звідки і було запозичено в нашу мову.
Слово «філантропія» вперше з'явилося в трагедії Есхіла «Прометей Прикутий» для позначення божественної допомоги людям.

## Історія

### Стародавній світ
Філантропію в Стародавній Греції організовували притани, що обиралися за жеребом з членів міської ради. Тоді формами філантропії були: громадські трапези, роздача грошей нужденним, будівництво храмів і лазень.
Благодійні заходи у Стародавній Греції не поширювалася на рабів, оскільки вони не були громадянами поліса.

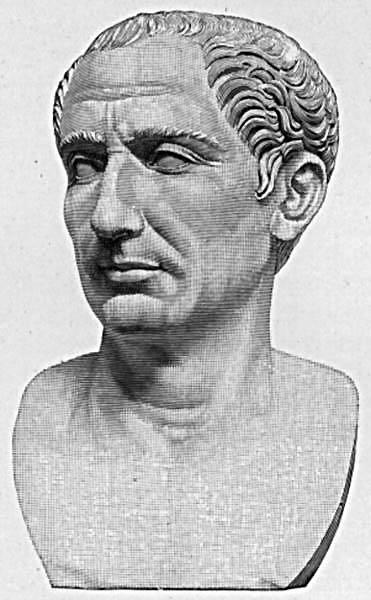
Гай Юлій Цезар

У Стародавньому Римі набула великого значення допомога нужденним як засіб досягнення влади. Зокрема, Гай Юлій Цезар виплачував кожній людині, який потребувала матеріальної підтримки, по 300 сестерціїв. При виникненні труднощів з постачанням до Риму продовольства часто роздавав хліб за найнижчою ціною або навіть задарма, а грошові виплати подвоював.
У рамках корисливої допомоги нужденним виникло таке явище римської культури, як меценатство (допомога діячам культури). Гай Цільній Меценат, представник стану вершників, прославився своїм заступництвом Вергілія, Горація, Проперція та інших поетів, надаючи їм матеріальну підтримку, хоча і не зовсім безкорисливо: їх творчість використовувалася для прославлення самого себе.

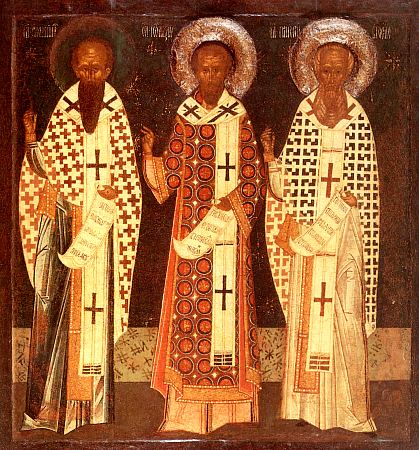
Три святителі: Василій Великий, Григорій Богослов та Іоанн Золотоустий

У Малій Азії філантропією прославився Василій Великий (близько 329–379). Він був єпископом міста Кайсері, ученим, невтомним борцем за православ'я і дуже багато допомагав простим людям. Святий Василій Кесарійський говорив:
|  | «Зайвий хліб, що зберігається тобою, належить голодному, зайва сукня нагому, а срібло, зарите тобою — бідному» |

У Візантії важливу роль у розвитку благодійності зіграв святий Іоанн Злотоустий (близько 344–407) — один з головних отців церкви, єпископ Константинополя. Він закликав до благодійності, стверджуючи, що:
|  | «Усякий раз, коли ми не будемо здійснювати милостині, ми будемо забиті, як грабіжники» |

Іоанн Златоустий став ідеалом проповідника у Візантії і на Русі, був канонізований Російською православною церквою.

### Середньовіччя
Перша богадільня була створена християнською церквою в 542 р. в м. Ліоні. Початок створенню дитячих притулків було покладено в 787 р. в Мілані.
|  | «Я не хочу, щоб дітей, плодів перелюбу, матері вбивали через сором, і наказую приймати підкидьків в пожертвуваний мною будинок і давати їм годувальницю» (Архієпископ Детай) |

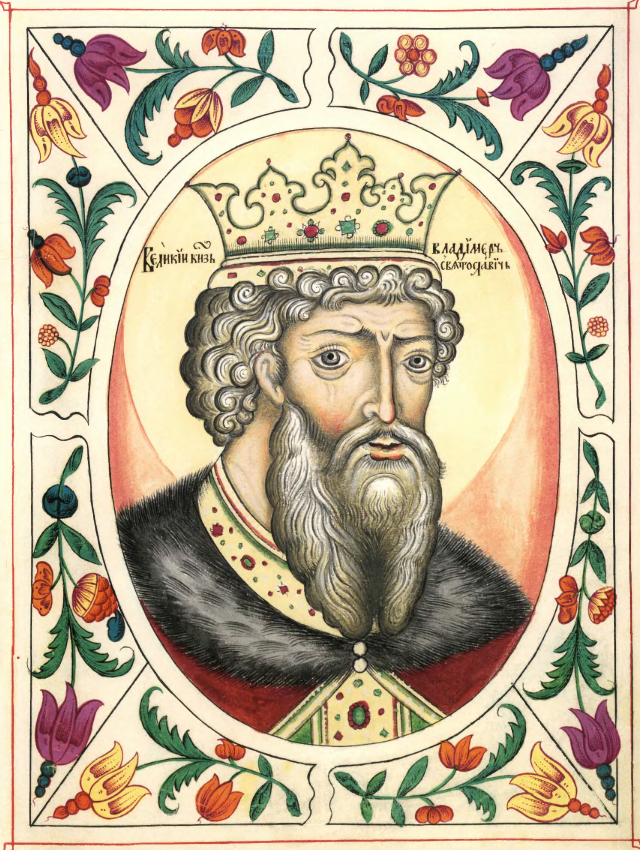
Володимир Святославич

З прийняттям християнства 988 р. з однією з його основних заповідей — про любов до ближнього — у Київській Русі вперше заговорили про піклування бідних, що тоді знайшло своє вираження в роздачі милостині убогим.
На честь свого одруження із сестрою візантійського імператора Анною князь Володимир наказав звести в Києві церкву Пресвятої Богородиці, де з коштів скарбниці годували жебраків, сиріт і вдів. В ознаменування перемоги над печенігами Володимир виділив 300 гривень срібла для роздачі бідним.
Своїм Статутом 996 року князь Володимир офіційно зобов'язав духовенство здійснювати громадське піклування, визначивши десятину на утримання монастирів, церков, богаділень і лікарень. Протягом багатьох століть церква і монастирі на Русі залишалися осередками соціальної допомоги старим, убогим і хворим.
Князь Ярослав Мудрий, який вступив на престол 1016 року, вніс до Церковного і Земського статутів спеціальні розділи, пов'язані з доброчинністю. На особисті кошти він заснував училище для сиріт, в якому навчалися і проживали 300 вихованців. При Ярославі набуло поширення безоплатне надання медичної допомоги при монастирях.

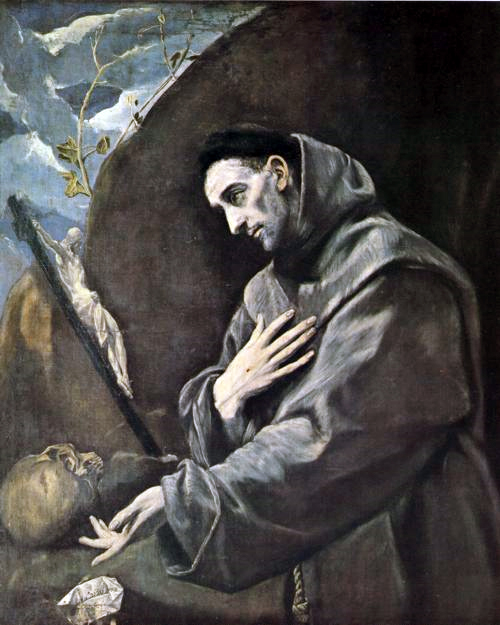
Ель Ґреко. Франциск Ассізький молиться

Сестра Володимира Мономаха Анна Всеволодівна відкрила в Києві на власні кошти жіноче училище для всіх станів, сама навчала учениць грамоти й ремесел.
Проблеми благодійності були в центрі уваги Хуана Луїса Вівеса, іспанського філософа. Він запропонував план допомоги нужденним: реєстрація бідних людей, збір приватних пожертвувань для надання їм допомоги, а також надання роботи тим, які були здорові.
На знак протесту проти розкоші ієрархів католицької церкви в ХІІІ ст. стали виникати чернечі ордени. Франциск Ассізький був засновником Ордену францисканців. Його статут не дозволяв володіти майном не тільки окремим ченцям, а й організаціям у цілому. Францисканці проповідували мовою простого народу бідність і аскетизм, а також провадили благодійну діяльність.

### Новий час

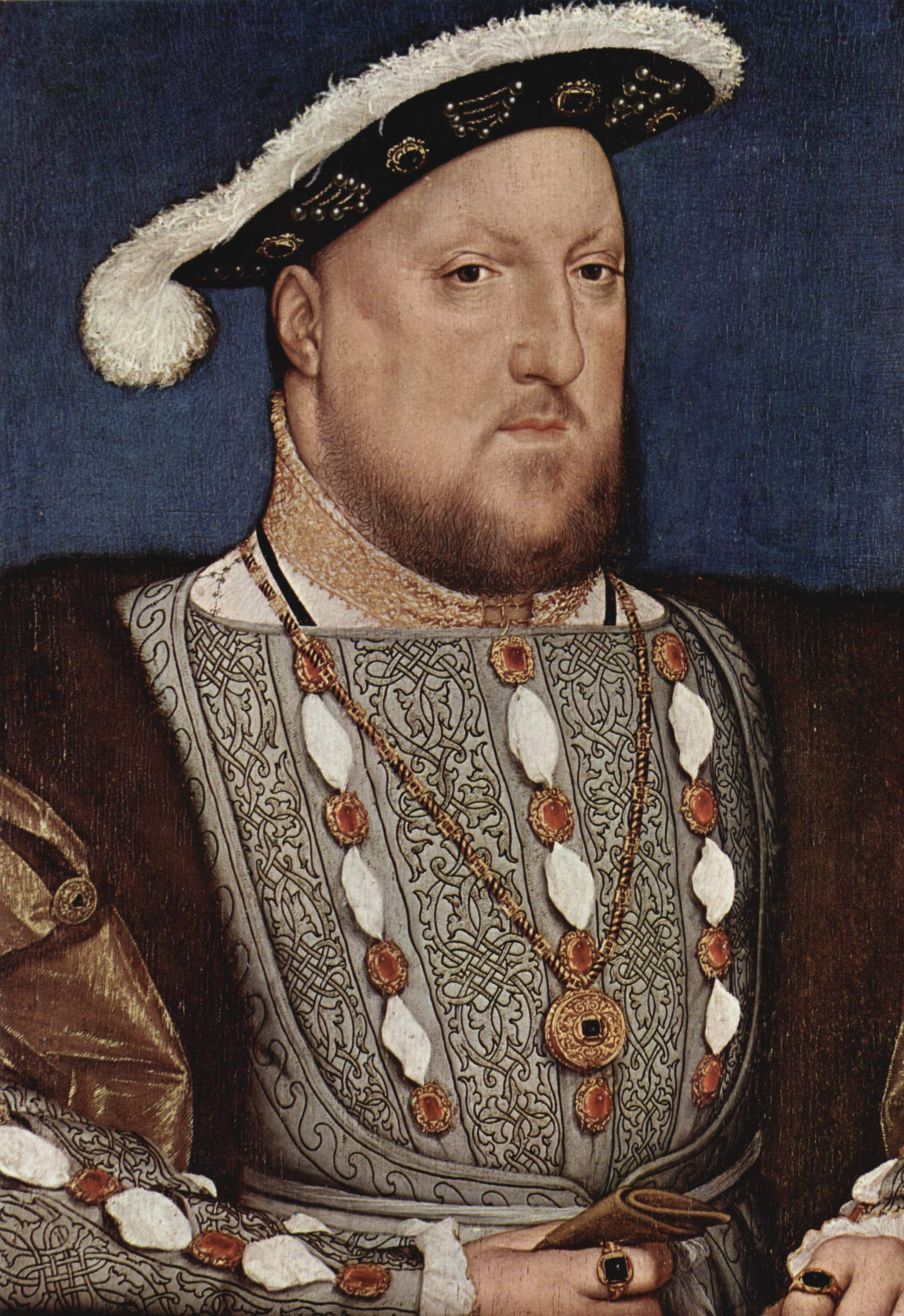
король Генріх VIII

Перший закон про бідних був прийнятий в Англії в 1536 р. за короля Генріха VIII. Основна ідея — необхідність диференційованого підходу: непрацездатним слід допомагати, а тих, хто не бажають працювати, треба карати.

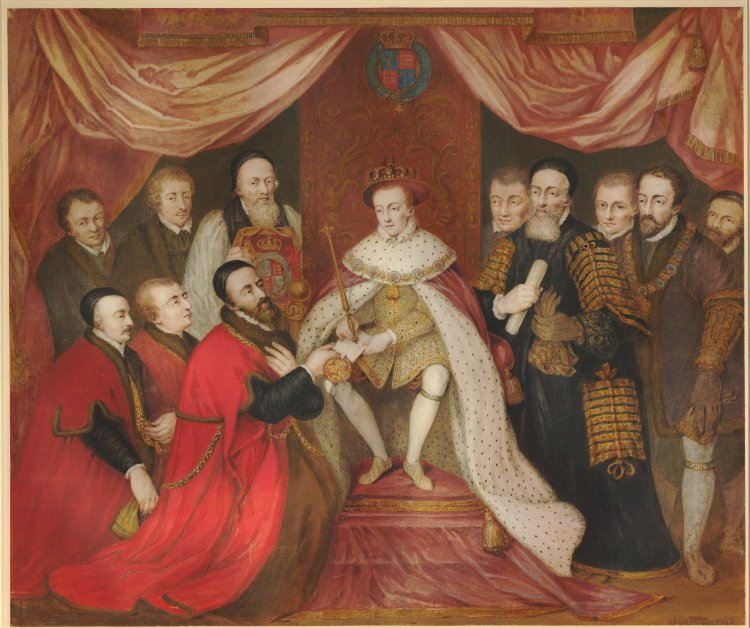
Сім'я Тюдорів

Правляча сім'я Тюдорів, будучи сильно стурбованою можливістю громадського бунту, викликаного сільськогосподарським кризою і все більшою міграцією народу в міста, в 1597 р. представили «Акт про використання благодійних коштів». Фактично з цього часу й бере відлік офіційна філантропія в Англії. Потім Акт був переглянутий в 1601 році, з метою просування ідеї філантропії серед аристократів і купців.
У цей же період з'являється «Закон про бідність», що дозволило місцевим законодавцям підняти поріг бідності. Цей закон формально залишався в збірці законів до 1948 р.
Англія часів Тюдорів, відзначилася секуляризацією благодійності в Британії.
1843 р. у м. Нью-Йорк була створена Асоціація за поліпшення положення бідних, у 1869 р. були створені спільноти благодійних організацій в Англії та США з метою координації зусиль по збору коштів, а також розподілу їх серед нужденних.

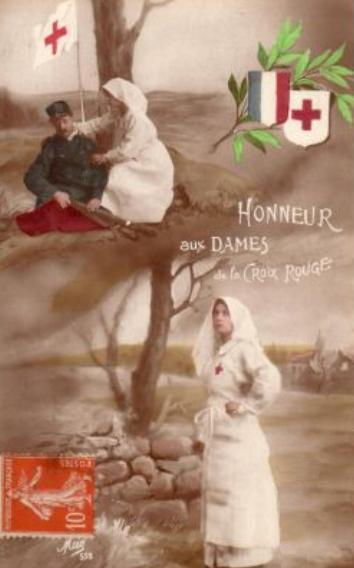
Французька листівка 1915 року на честь ролі медичного персоналу Червоного Хреста

Поєднання пропаганди християнського вчення з допомогою нужденним було характерно для Армії спасіння, створеної в 1865 р. Вільямом Бутом. У різних країнах світу Армія порятунку відкрила велику кількість нічліжних будинків, їдалень, притулків для повій та інших установ.
Першою організацією з надання допомоги військовополоненим став Червоний Хрест. Організація надає допомогу постраждалим від стихійних лих, а також проводить заходи щодо попередження захворювань.
Після Жовтневої революції 1917 р. у СРСР благодійні організації були розпущені, а їх майно перейшло до Народного комісаріату соціального забезпечення. До функцій комісаріату входили: соціальне забезпечення працівників у всіх випадках непрацездатності; охорона материнства і дитинства; піклування про інвалідів війни та їх сім'ї, про людей похилого віку та неповнолітніх.

### Сучасність
У 2011 р. найбільша британська благодійна організація Charities Aid Foundation (CAF) опублікувала. Світовий рейтинг благодійності, в якому оцінила рівень філантропії в різних країнах.
На першій позиції опинилися одразу дві країни — Австралія та Нова Зеландія. Далі йдуть Канада, Ірландія, Швейцарія, США, Нідерланди, Велика Британія, Шрі-Ланка і Австрія. Україна опинилася на 150-му місці, Росія стала 138-ю. Замикає список з 153 країн Мадагаскар.
При складанні рейтингу були враховані три риси благодійної поведінки: фінансові пожертвування, віддача власного часу (волонтерство) і допомогу незнайомим людям.

## Філантропія врелігіях

### Християнство
|  | «... Треба підтримувати слабких і пам'ятати слова Господа Ісуса, бо Він Сам сказав: "Блаженніше давати, ніж приймати"» (Діян. 20, 35) |

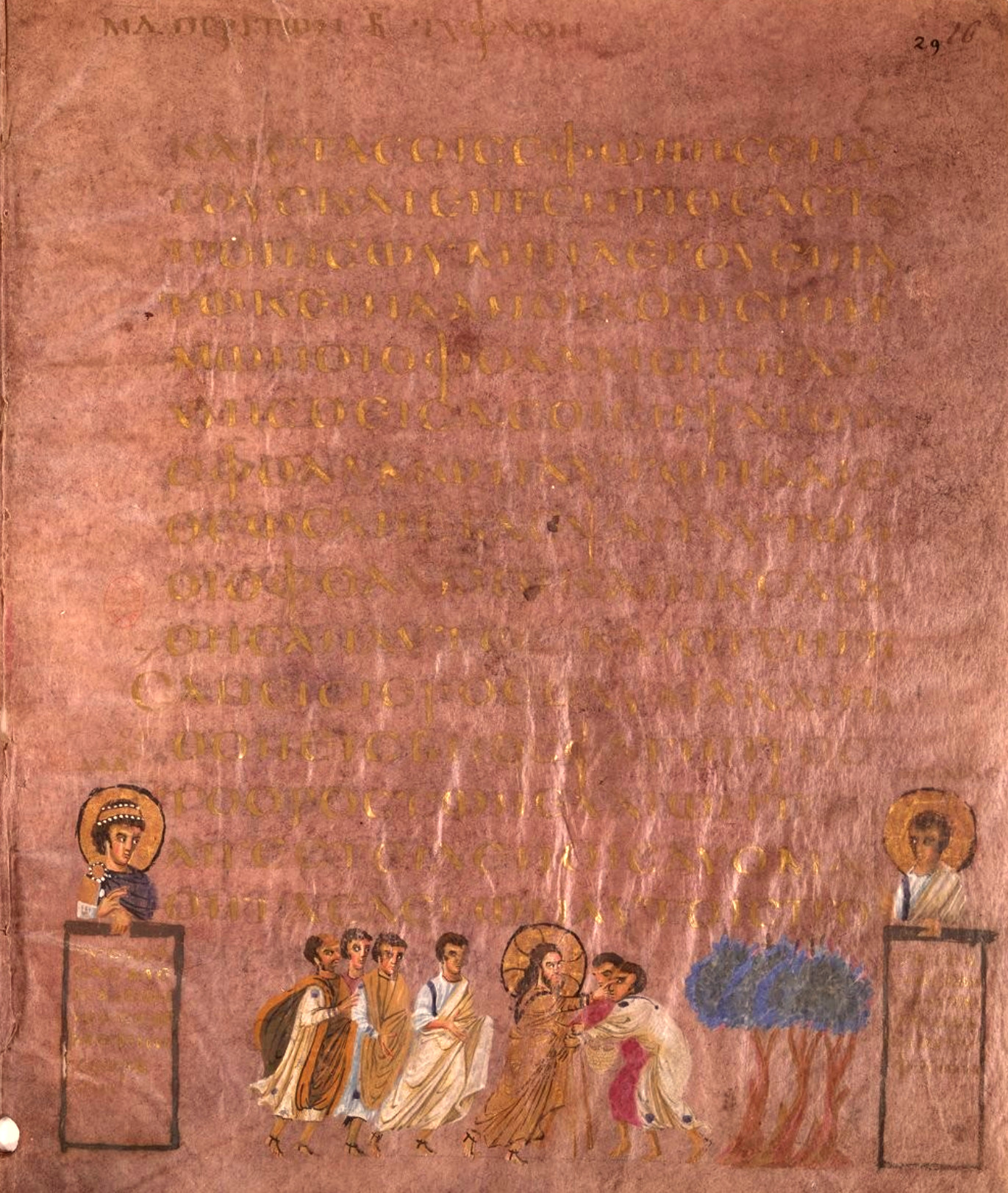
Давньогрецьке Синопське Євангеліє, V ст.

Свій початок філантропія бере ще зі Старого Завіту. Старозавітна мораль визначила благодійність як першу і невідкладну справу:
|  | «... до бідного ти будь поблажливий і милостинею йому не барися; заради заповіді допоможи бідному і в нужді його не відпускай його ні з чим...» (Сир 29. 11-15) |

Благодійнику було обіцяно прощення його гріхів:
|  | «… спокутувати гріхи твої правдою і беззаконня милосердям до бідних» (Дан 4.24) |

У Старому Завіті зустрічаються вказівки на такі види філантропії:
- допомогти бідному
- нагодувати голодного
- напоїти спраглого
- одягнути голого
- допомогти хворому й каліці
- надати гостинність бездомним, мандрівникам
- подбати про в'язнів

### Іслам
Ісламська філантропія проявляється в чотирьох напрямках:
- Перший полягає в наданні добровільної безоплатної допомоги у вигляді різних дарів, милостині, пожертвувань.

|  | «О люди! Робіть пожертвування з того, що ви припасаєте — в цьому користь для вас, а якщо причаїте — в цьому для вас збиток. Немає на вас провини, якщо залишите собі те, що потрібно для ваших потреб, і в першу чергу витрачайте на тих, хто на вашому утриманні. Рука подає краще руки прохальної». (Аль-Бухарі) |

- Другим напрямком роботи є добровільна безвідсоткова виплата боргу нужденним в ньому.
- Третім є обов'язкова виплата закята (певного відсотка річного доходу за певних обставин)
- І четвертий напрямок — вакф, вічне пожертвування, яке є найкращим видом благодійності в ісламі.

### Буддизм
В буддизмі філантропія піднесена в ранг космічного закону, тільки дотримуючись якого, віруючий може досягти головної мети вчення — нірвани, або пробудження. Одним з основних понять буддизму є Бодгічітта.
Схиляння перед знанням в буддизмі призводить до того, що поширення Учення — найвища форма благодійності.

### Індуїзм
Індуїсти вірять в особливу дієвість жертвування і в поняття «хорошої карми» або пуньї, яка отримується за рахунок благодійності, вчинення «добрих справ» і накопичується протягом життя, забезпечуючи захист і добробут в наступному перевтіленні.

## Відомі філантропи
- Мати Тереза — протягом понад 45 років служила для бідних, хворих, сиріт, і нужденних. Наприкінці життя вона працювала в 610[12] представництвах в 123 країнах. Після смерті була зарахована до лику блаженних Папою Іоанном Павлом II і отримала звання Блаженної Терези з Калькутти[13].
- Степан Федак — 1921 року у Львові організував Горожанський Комітет для опіки й допомоги українським полоненим, інтернованим і політичним в'язням. Товариство надавало допомогу для емігрантів з Наддніпрянщини.
- Третьяков Павло — брав участь у безлічі благодійних актів, виплачував[14] допомогу сім'ям загиблих солдатів під час Кримської і Російсько-турецької війни. Стипендії[14] П. М. Третьякова були встановлені в комерційних училищах — Московському і Олександрівському. У своєму заповіті Павло Михайлович передбачив капітали для училища глухонімих. Для вихованців училища, в якому жили 150 дітей, Третьяков купив великий кам'яний будинок з садом.
- Білл Ґейтс — засновник Microsoft. Засновник найбільшої[15] у світі благодійної організації Білла та Мелінди Гейтсів спонсорує проекти в галузі освіти та охорони здоров'я, виділяє кошти на боротьбу зі СНІДом та іншими захворюваннями в усьому світі. Оголосив[15], що накопичені подружжям Гейтсів гроші будуть віддані на благодійність протягом 50 років після їхньої смерті. Статки тільки одного Біла Гейтса журнал Forbes у 2006 р. оцінив у більш ніж 53 млрд. $.[15]
- Евангелос Заппас — відомий, перш за все, тим, що в 1859 р. на свої гроші організував і провів перші Олімпійські ігри нового часу[16].
- Джон Девісон Рокфеллер — профінансував[17] будівництво Центру Рокфеллера для індустрії зв'язку в Нью-Йорці, пожертвував 9 млн. $ на будівництво будівлі ООН. Будучи побожною людиною, Рокфеллер пожертвував[17] частину свого стану на церкву, особливо на потреби громади Північних Баптистів, членом якої він був.

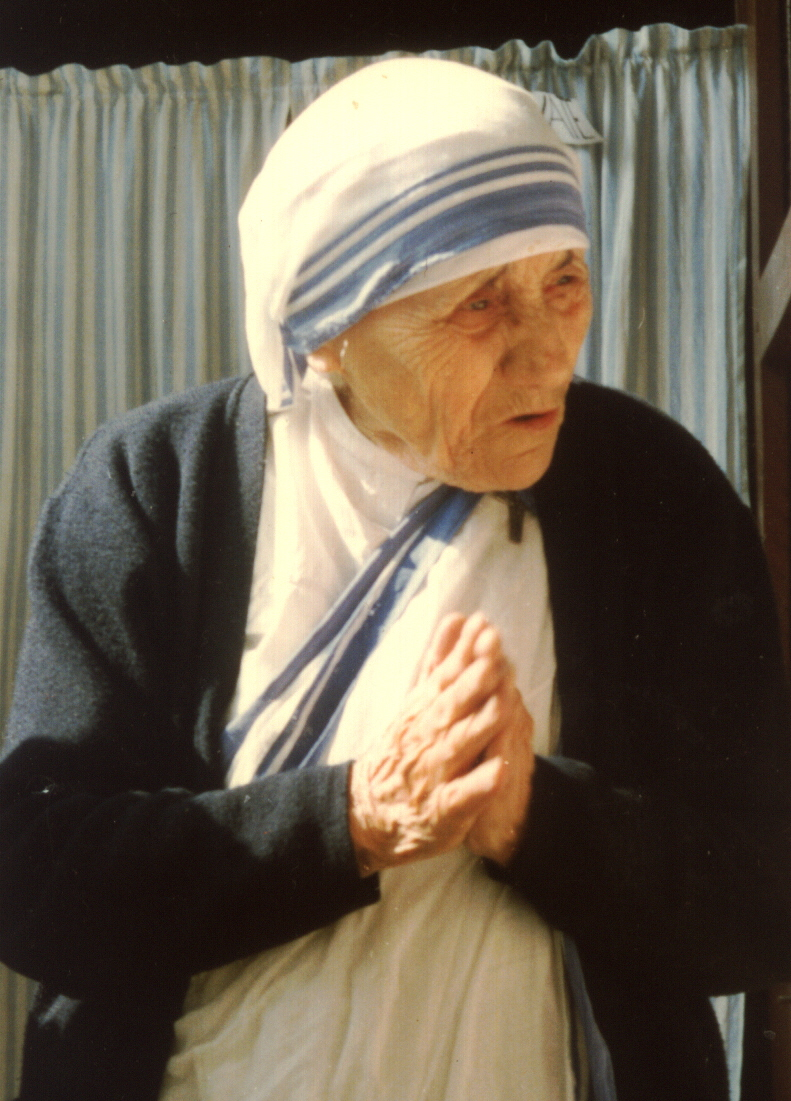
Мати Тереза
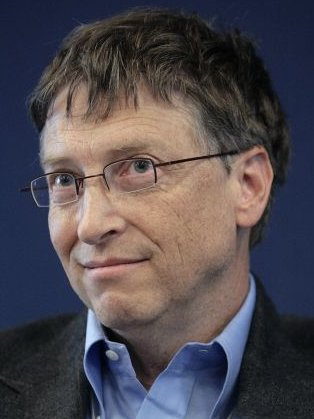
Білл Ґейтс
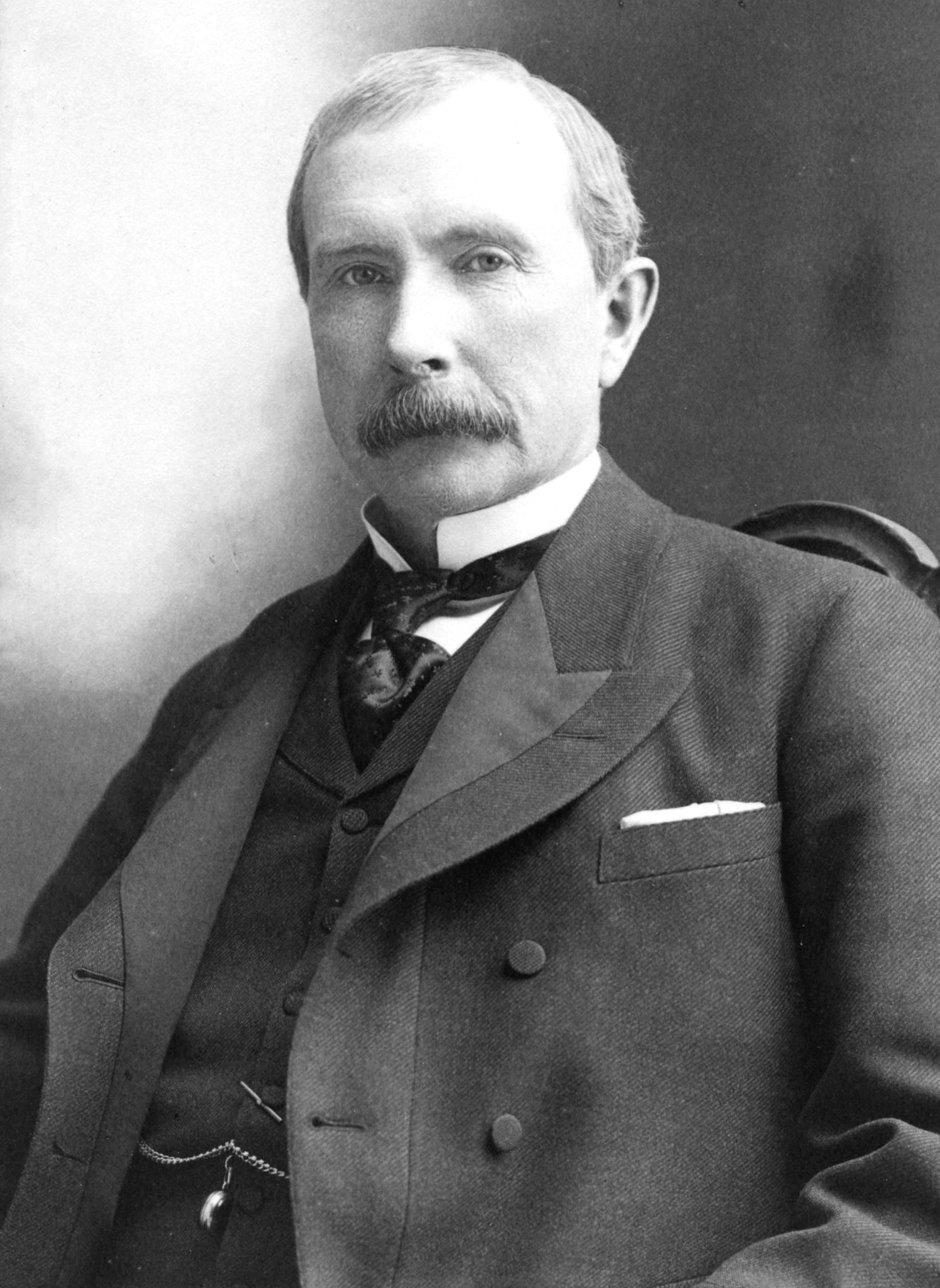
Джон Девісон Рокфеллер
Третьяков Павло, 1883 р. (Художник Ілля Рєпін)
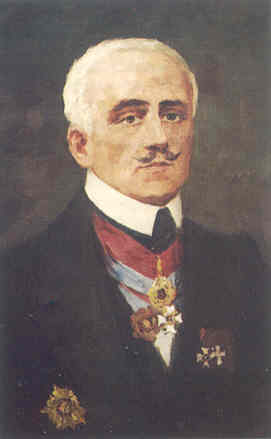
Евангелос Заппас
Степан Федак